# Мисс Вселенная Канада
Мисс Вселенная Канада является ежегодным национальным конкурсом красоты, который выбирает канадского представителя конкурса Мисс Вселенная с 2003 года.

## История
Beauties of Canada Organization получила эксклюзивные права на отправку канадского представителя Мисс Вселенная в 2002 году. Организация создана Брэндоном МакЛеннаном, президентом является Денис Давила.
Конкурс Мисс Вселенная Канады был впервые проведен в 2003 году, первым победителем стала Лин-Мари Сесиль. Сесиль попала в лучшую десятку Мисс Вселенная 2003 года.
Натали Глебова была объявлена победителем в 2005 году и потом стала Мисс Вселенная 2005.

## Владельцы титула

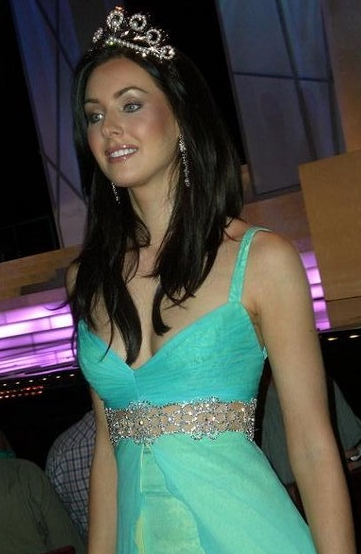
Наталья Глебова, Мисс Вселенная 2005

| Год  | Имя                   | Родной город | Происхождение  | Результаты «Мисс Вселенная» |
| ---- | --------------------- | ------------ | -------------- | --------------------------- |
| 2013 | en:Riza Raquel Santos | Калгари      | Филиппины      | -                           |
| 2012 | en:Sahar Biniaz       | Ванкувер     | Иран           | -                           |
| 2011 | en:Chelsae Durocher   | Tecumseh     | Франция        | -                           |
| 2010 | Елена Семикина        | Торонто      | Молдова Россия | -                           |
| 2009 | Марианна Валенте      | Ричмонд-Хилл | Бразилия       | -                           |
| 2008 | Саманта Таджик        | Ричмонд-Хилл | Иран           | -                           |
| 2007 | Инга Ская             | Торонто      | Израиль Россия | -                           |
| 2006 | Алиса Паникян         | Торонто      | Армения        | Top 10 финалистов           |
| 2005 | Наталья Глебова       | Торонто      | Россия         | Мисс Вселенная 2005         |
| 2004 | Ванесса Фишер         | Уотертаун    | Великобритания | -                           |
| 2003 | Лин-Мари Сесиль       | Текамсе      | Франция        | Top 10 финалистов           |